# Nie wierzcie bliźniaczkom: Hawajskie wakacje
Nie wierzcie bliźniaczkom: Hawajskie wakacje (ang. Parent Trap: Hawaiian Honeymoon, 1989) – amerykański film komediowy wyprodukowany przez Walt Disney Television na motywach powieści Ericah Kästner.

## Opis fabuły
Jeffrey (Barry Bostwick) poślubia Susan (Hayley Mills). Jego trzy córki – Megan, Lisa i Jessie – cieszą się szczęściem ojca. Nowożeńcy wraz z dziewczętami wybierają się w podróż na Hawaje i zamieszkują w hotelu, który Jeffrey niedawno odziedziczył. Na miejscu czeka ich wiele kłopotów.

## Obsada
- Barry Bostwick – Jeffrey Wyatt
- Hayley Mills – 
  - Susan Wyatt,
  - Sharon Grand
- Leanna Creel – Lisa Wyatt
- Monica Creel – Jessie Wyatt
- Joy Creel – Megan Wyatt
- John M. Jackson – Ray
- Sasha Mitchell – Jack
- Lightfield Lewis – Tim Harris
- Jayne Meadows – Charlotte Brink
- Joe Mays – Ben Milton
- Wayne Federman – Posłaniec